# Trichotanypus aterrimus
Trichotanypus aterrimus är en tvåvingeart som först beskrevs av Jean-Jacques Kieffer 1924.  Trichotanypus aterrimus ingår i släktet Trichotanypus och familjen fjädermyggor.
Artens utbredningsområde är Tyskland. Inga underarter finns listade i Catalogue of Life.